# 特德羅冰川
77°58′S 161°50′E / 77.967°S 161.833°E
特德羅冰川（英語：Tedrow Glacier）是南極洲的冰川，位於維多利亞地的斯科特海岸，最終注入費拉爾冰川，以美國研究隊的項目主任命名，現時由南極條約體系管理。